# Château-Chinon-Campagne
Château-Chinon-Campagne é uma comuna francesa na região administrativa de Borgonha-Franco-Condado, no departamento Nièvre. Estende-se por uma área de 28,4 km². Em 2010 a comuna tinha 556 habitantes (densidade: 19,6 hab./km²).